# Euryscelis suturalis
Euryscelis suturalis là một loài bọ cánh cứng trong họ Cerambycidae.